# あてにならない恋
「あてにならない恋」("Faithless Love") はJ.D.サウザーによる楽曲であり、リンダ・ロンシュタットの1974年のアルバム『悪いあなた』に最初に録音され、発売された。サウザー自身によるレコーディングは1976年のアルバムBlack Rose に収録された。
アメリカのカントリー・ミュージックのアーティスト、グレン・キャンベルによるこの曲のバージョンはアルバムLetter to Home 
からのリード・シングルとして1984年6月に発売された。この曲はビルボードのホット・カントリー・ソング・チャートで10位に到達した。

## チャートでの成績
| チャート (1984年)                | 最高順位 |
| -------------------------------- | -------- |
| US Hot Country Songs (Billboard) | 10       |
| Canadian RPM Country Tracks      | 16       |